# اثار (زاز الشرقي)
اثار (بالفارسية: اثار) هي قرية تقع في إيران في قسم زاز الشرقي الریفي. يقدر عدد سكانها بـ 77 نسمة .